# 廣州銀行大廈
广州银行大厦（英語：Bank of Guangzhou Tower）是一栋位于中国广东省广州市天河区珠江新城的超高层摩天大楼，于2012年建成为广州银行的总部。